# Paginação de memória
No contexto dos sistemas operacionais, paginação[carece de fontes?] é um esquema de gerenciamento de memória pelo qual um computador armazena e recupera dados de um armazenamento secundário para uso na memória principal. Neste esquema, o sistema operacional recupera os dados do armazenamento secundário em blocos de mesmo tamanho chamados de páginas.
Para simplificar, a memória pri
- Paginação por demanda: As ecessárias (usando localidade de referência). Se um processo é terminado, o sistema operacional pode atrasar a liberação de páginas, caso o usuário decida executar o programa novamente.

## Estrutura da tabel de páginas corresponde o endereço da segunda tabela, onde está indicado finalmente o endereço físico.
Dado que a tabo (offset) (p2) de 20 bits.
Os 12 bits de deslocneste sistema, tem de estar sempre presente em memória física primária (RAM), caso contrário o sistema não teria modo de saber onde se encontrava mapeada determinada parcela de informação.